# Gantz
Gantz (яп. ガンツ, Ґанцу) — манґа, яку написав Хіроя Оку, що публікувалася з 19 грудня 2000 року до 20 червня 2013 року в японському журналі Young Jump. Всього було створено 37 томів, які розійшлися накладом понад 20 мільйонів. У ній розповідається історія підлітка Кея Куроно, який потрапляє під колеса поїзда метро, але не помирає, а стає учасником «гри», в якій йому та іншим нещодавно загиблим людям доведеться вистежувати й убивати прибульців. Кожна місія може закінчитися остаточною смертю мисливців, а на їх місце прийдуть нові померлі люди.
Gantz є однією з найпопулярніших манґ для дорослих в Японії та за її межами. Тільки в США було продано більш ніж 190 тис. копій томів Gantz.
За мотивами манґи студією Gonzo і режисером Ітіро Ітано було знято однойменний аніме-серіал із 26 серій, який складається з двох частин по 13 серій, але сюжет останніх п'яти серій відрізняється від оригіналу. Окрім того, на основі історії 2011 року вийшли два фільми-екранізації та створено велику кількість спінофів, що значно розширюють світ Gantz.

## Сюжет
Японський старшокласник Кей Куроно стоїть на станції токійського метрополітену. Його увагу привертає п'яний безхатченко, який падає на рейки. Йому на допомогу поспішає друг дитинства Кея — Масару Като. Куроно приєднується до нього, щоб допомогти безхатченку підвестись ї зійти з рейок. Коли їм з Като це вдається, вони помічають, що на станцію прибуває експрес. Наступної миті їх збиває потяг, але замість неминучої смерті на них чекає інша доля: вони опиняються в кімнаті квартири, з вікон якої відкривається вид на токійську телевежу. Інтер'єр кімнати складається з чорної сфери невідомого походження. Окрім них у кімнаті є інші люди та тварини. Після того, як один чоловік пропонує решті представитись, виявляється, що всі присутні, незадовго до того як опинитись у цій кімнаті, померли. Мобільні телефони не працюють, вікна та двері зачинено. На цьому дива не закінчуються: лунає пісня японського радіо «Новий ранок прийшов…», з якої зазвичай починається ранкова зарядка, а на чорній кулі з'являються слова — «Ваше старе життя закінчилося. Як розпорядитися вашими новими життями — вирішувати мені. Це — закон». З цього моменту Кей Куроно опиняється в епіцентрі жахливих подій та змушений брати участь у жорстокій грі не на життя, а на смерть, основне завдання якої — вижити за будь-яку ціну.
У місіях бере участь багато різних персонажів, але більшість із них не доживає до наступної. Герої помирають попри їхню цінність для сюжету, а «погані гравці» можуть повертатися до кімнати неодноразово. Ті ж, хто залишається в живих — змінюються, причому не завжди в кращий бік. У цілому, особливістю Gantz є розкриття та еволюція характерів персонажів.

## Персонажі

У центрі — Куроно, справа від нього по черзі — Като, Рейка, Нісі, Казе

### Головні герої
Кей Куроно (яп. 玄 野 计, Куроно Кей) — японський старшокласник, головний герой манґи. Сам із заможної родини, має молодшого брата — Акіру, але, на відміну від нього, не отримує належної уваги батьків. Живе окремо від рідних в однокімнатній квартирі. Потрапив до гри разом з другом — Масару Като — рятуючи безхатченка в метро. На початку манґи Кей — егоїстичний, імпульсивний підліток, що завжди діє на власний розсуд. Знайшовши власні переваги від участі в місіях, починає отримувати від них задоволення. На відміну від реального життя, де хлопець не має якихось здібностей чи успіхів, у грі він, використовуючи природні інстинкти й непоганий розум, виявляє себе з найкращого боку й одразу отримує гідне місце в команді та повагу оточуючих.
Сейю: Дайсуке Намікава
Масару Като (яп. 加藤 胜, Като Масару) — японський старшокласник, друг дитинства Кея Куроно. Рано втрачає батьків, через що змушений жити у родичів, з якими має непрості відносини, разом з молодшим братом, якого дуже любить. На відміну від Куроно, Като — врівноважений та розсудливий хлопець, що має загострене відчуття справедливості. Під час місій завжди намагається уникати смерті невинних людей та гравців. До місій ставиться як до обов'язку, не отримуючи жодної насолоди від убивств прибульців. Одним із перших, водночас із Кеєм, зрозумів можливості спорядження, яке видає куля. Має вражаючі навички гравця та є лідером команди. У сутичках із прибульцями найчастіше використовує Y-Gun.
Сейю: Масасі Осато
Ґанц — велика чорна куля, яка перебуває в кімнаті, до якої телепортують ґанцерів перед початком місії. Вона повідомляє гравцям всю необхідну інформацію (мету місії, кількість отриманих балів), видає зброю, телепортує гравців та повертає до життя померлих. Усередині кулі перебуває чоловік, що слугує акумулятором для неї. Багатьом учасникам гри він дає сатиричні чи іронічні прізвиська, які вигадує на основі фізичних особливостей або елементів одягу персонажа. Наприклад, він прозвав Кісімото «Великогруда» за справді великий розмір її грудей, а Хікаву — «Хостес Самурай» за те, що він бився катаною та одягався в діловий костюм.

### Другорядні персонажі
Нісі Дзьойтіро (яп. 西 丈一郎, Нісі Дзьойтіро) — школяр, який потрапив до гри задовго до головних героїв. Його мати скінчила життя самогубством, а батько його не розуміє і сторониться, що в результаті відобразилося на характері сина. Нісі дуже замкнутий у собі хлопець, який не зв'язується з іншими учасниками полювання та при цьому дуже жорстокий. На місіях хлопець думає виключно про їх виконання, при цьому готовий іти на будь-що заради своєї мети — отримання 100 балів. На початку манґи він єдиний хто має якусь інформацію, але нічого не розповідає іншим гравцям, через що багато з них померло.
Кісімото Кей (яп. 岸本 恵, Кісімото Кей) — дівчина-самогубець. Звичайна школярка, що не витримавши ваги життя вдається до суїциду. Кісімото слабка духом та не здатна на рішучі дії, тому відразу потрапляє під вплив Като. На місіях намагається не вступати в бій за можливості та зазвичай вибирає втечу. Кісімото відіграла велику роль у розвитку характерів головних героїв.
Ідзумі Сіон (яп. 和泉 紫音, Ідзумі Сіон) — однокласник Кея. Сіон дуже егоїстичний та зарозумілий підліток. Він дуже розумний, спортивний та популярний учень школи, тому схожий на повну протилежність Кея на початку історії. Він недолюблює Куроно, бо відчуває в ньому суперника. Ізумі один із небагатьох гравців, що з радістю приймають завдання кулі. Хлопець не знаходить ніяких розваг у реальності, тому відчуває сенс життя лише у грі. На місіях він проявляє себе з найкращого боку, як воїн, використовуючи гарний розум та фізичні навички. Є одним з найкращих ґанцерів, але при цьому не любить допомагати чи працювати в команді з іншими гравцями.
Кодзіма Тае (яп. 小島 多恵, Кодзіма Тае) — однокласниця та дівчина Кея. Звичайна, зовні нічим не примітна дівчина. Тае не має гарної зовнішності, якихось особливостей та друзів. Вона дуже сором'язлива, тому так і не змогла заприятелювати з кимось із однокласниць, через що завжди тримається осторонь від усіх. Але при цьому Тае дуже добра дівчина, через що, власне, Кей і закохується в неї. Саме через її вплив хлопець поступово стає кращим, починає цінувати життя й отримує мету для виживання в смертельних боях.
Рейка Сімохіра (яп. 下平 玲花, Сімохіра Рейка) — молода актриса та поп-ідол. Рейка дуже гарна як зовні так і за характером дівчина. Потрапивши до гри, вона розгублюється та, побачивши силу волі Кея, починає ставитися до хлопця з великою симпатією. Під час місій вона, за допомогою Куроно, отримує досить непогані навички, яких досить для бійки з більшістю ворогів. При цьому їй довіряють усі члени команди й вона надихає їх. Рейка відіграє значну роль у розвитку сюжету історії.

## Виробництво манґи
Спочатку автор робить грубі ескізи, на основі яких його асистенти створюють тривимірні моделі на комп'ютері. Отримані моделі Хіроя використовує як шаблони, за якими малює власне картинки. Після цього матеріал сканується. Далі робиться велика робота, пов'язана з обробкою шумів, товщини ліній, контрасту, балансу яскравості та ін. Комп'ютерний фон спрощується до окремих ліній, але звичайний малюнок на такому фоні виглядає неприродно, тому фон дороблюється вручну. Крім того, при створенні манґи використовуються оброблені фотографії реальних місць та їх поєднання з комп'ютерною графікою. Потім виконують заливання сцен та ефекти світла-тіні. Саме поєднання 2D і 3D забезпечує деталізацію фонів та багато іншого. Далі додаються звукові ефекти, бульбашки для діалогів і текст. Малюнок роздруковується на папері й накладаються останні штрихи. Команда застосовує такі програми як: Shade, Adobe Photoshop, Adobe Illustrator, Poser та інші.

## Місії

### Правила
Куля може змінювати правила чи додавати нові за власним бажанням, але основні правила, що діють під час місій, такі:
- Полювання охоплює обмежений простір, радіусом 1 км, якщо гравець виходить за межу, його голова, в якій міститься бомба, вибухає. Наближаючись до межі ґанцер починає чути шум, який стає все гучнішим.
- У гравців є одна година на виконання завдання, за винятком небагатьох випадків, коли надавався більший час. Якщо за цей час місію не буде завершено, зазвичай, усіх телепортують до кімнати й раніше отримані бали скидаються до нуля.
- Під час місій гравці невидимі для інших людей.
- Ґанцер не повинен нікому говорити про гру, за винятком інших її учасників, або помітно при сторонніх застосовувати зброю та обладнання, яке видає куля, бо бомба в голові вибухне[ком. 3]. Однак, можна написати, як зробив Нісі, який навіть створив сайт, на якому вів докладний опис місій[7].
- На початку і в кінці місії, коли гравців телепортують до кімнати, всі їх рани зцілюються за умови, що людина ще жива.
- Коли гравець набирає 100 балів, куля пропонує вибір із трьох варіантів:

1. вихід з гри, але за умови стирання пам'яті про участь у ній;
2. отримання потужнішого спорядження для наступної місії (при цьому гравець залишається у грі);
3. можливість воскресити людину, яка брала участь у грі й померла.

### Система балів
Метою кожного учасника гри є отримання якнайбільшої кількості балів для того, щоб отримати доступ до 100-бального меню. Кожна місія включає різні типи цілей, які оцінюються по-різному залежно від рангу та здібностей у бою. Результат гравця залежить від кількості та виду усунених прибульців. Більшість прибульців слабкі й не мають великого значення, їх вартість коливається від 1 до 5 балів, тому дехто ігнорує ці цілі, з метою усунення безпосередньо боса. Рівень сили прибульців, яких оцінюють у 30 балів і вище, значно починає рости, часто вони вбивають значну частину команди. Коли за вбивство дають вище 60, такі істоти починають досягати рангу близького до епічного, вони надзвичайно жорстокі й мають майже надприродні здібності. Найсильніші монстри оцінюються в 100 балів, і навіть досвідчені гравці, що неодноразово проходили гру, нездатні нічого їм протиставити.

## Спорядження ґанцерів

### Стандартне
Зброя і бронекостюм, які на початку кожної місії лежать усередині кулі.
- G-Suit — особливий бронекостюм, що значно підвищує шанси на виживання під час місій. Принцип дії та джерело енергії невідомі, як і в іншому спорядженні, яке отримують гравці. Броня взаємодіє з м'язами, нервовою та серцево-судинною системами. На поверхні костюма розташовано енергокапсули з синьою рідиною в них, саме вони є головним захисним механізмом. G-Suit здатний захистити від будь-якого виду холодної та вогнепальної зброї, а також фізичних атак. Бронекостюм має три режими: 1 — пасивний (виконує лише захисну функцію), 2 — активний (збільшує фізичну силу ґанцера в кілька разів за допомогою синтетичних м'язів), 3 — стелс (робить гравця та невелику ділянку навколо нього невидимою). Перемикання між режимами виконується за допомогою контролера, але активний режим також умикається, коли гравець перебуває в збудженому стані. Костюм ефективний на ближній дистанції.
- X-Gun — імпульсний пістолет. Невелика за розміром зброя, яка є основною в арсеналі ґанцера. Стріляє енергетичними імпульсами, які викликають розпад опромінених молекул, що через 5-10 секунд призводить до лавиноподібного розпаду матерії. Має режим сканера, за допомогою якого можна захопити декілька вибраних цілей і зробити прицільний постріл по них. Для звичайної людини та слабкого прибульця одне влучання може бути смертельним (ґанцер, одягнутий у G-Suit, витримує 5 влучань[ком. 5]). X-Gun найбільш ефективний на середній дистанції, але не оптимальний на ближній через кількасекундну затримку.
- X-Shotgun — імпульсна гвинтівка. Покращена версія X-Gun. У порівняні з пістолетом має більшу руйнівну силу і дає можливість вести стрільбу на більшій дистанції. Також має режим сканування і затримку при пострілі. Через великі габарити та значну вагу складна в застосуванні, але за допомогою G-Suit можливо користуватися двома X-Shotgun одночасно. Найбільш ефективна на середній та дальній дистанції.
- Y-Gun — телепортатор / ловча сітка. Не є зброєю в звичайному розумінні цього слова. Y-Gun випускає сітку, яка захоплює ціль та переміщує її за невідомими координатами. Подальша доля прибульців, яких переслали, невідома. Телепортація спрацьовує незалежно від розміру та сили супротивника, за умови, що його вдасться знерухомити ловчою сіткою хоча б на кілька секунд, тому Y-Gun можна застосовувати для усунення цілей, проти яких неефективна інша стандартна зброя. Застосовувати сітку потрібно на вільному просторі. Ефективна на будь-якій відстані.
- Radar — радар. Додається до G-Suit. Невеликий пристрій, який слугує засобом навігації та зв'язку. Відображає карту місцевості з позначенням цілей і меж зони та іншу корисну інформацію. Також видає довідкову інформацію щодо місії. Однак відображення цілей відбувається не завжди коректно, що призводить до незручності в їх пошуку.

### Просунуте
Зброя для досвідчених бійців. Перебуває в кімнаті, яка відчиняється одночасно з відкриттям самої кулі. Вперше з'являється під час місії Каппа.
- G-Sword — спеціальний меч. Дуже гострий та міцний меч, довжину леза якого можна збільшувати до десятків метрів. G-Sword може розрізати практично будь-який матеріал, за винятком G-Suit та P-Suit, які можуть витримати певну кількість прямих атак. Дуже ефективна зброя для використання на ближній та середній дистанціях та в будь-якому середовищі.
- G-Bike — спеціальний мотоцикл. Транспортний засіб з футуристичним дизайном, який має лише одне колесо. Розрахований на двох пасажирів та може слугувати швидким засобом пересування або мобільним центром, але через обмеження зони дії місії є малоефективним.

### Бонусне
Після отримання 100 балів, за них можна отримати нове спорядження. Воно має більшу руйнівну силу, ніж стандартне чи просунете, але, залежно від обставин, може бути менш ефективним у порівнянні зі звичайним спорядженням. Вперше з'являється під час місії в Осаці.
- H-Gun — гравітаційна гармата, яка коштує 100 балів. Після пострілу над ціллю з'являється коло, яке збільшується й рухається донизу, що призводить до посилення гравітації в зоні дії зброї. Весь цей процес триває менше секунди, але перед цим потрібен час для прицілювання. Принцип дії: чим вище над ціллю буде зроблено постріл, тим менший буде ефект, але більшу площу накриє, і навпаки. Найбільш ефективний на середній дистанції. При пострілі зблизька можна потрапити в радіус дії гармати.
- P-Suit — поліпшений бронекостюм, відомий як «костюм Оки», оскільки він уперше з'явився в манзі на гравці з Осаки — Ока Хачиров. Точна вартість цього бронекостюма невідома, однак відомо, що на його купівлю вистачає 700 балів. Одягається поверх G-Suit та з'єднується з енергокапсулами. Костюм захищає від більшості видів атак та має більшу руйнівну силу. Крім того до наручників приєднані G-Sword та мікрохвильові випромінювачі. Костюм можна знищити за допомогою сильних фізичних атак. Ефективний на ближній та середній дистанціях.
- UFO-Bike — летючий мотоцикл.
- G-Mecha — багатометрова конструкція, яка контролюється ґанцером у P-Suit через приєднані до спини дроти. Застосовується в боях проти пропорційних прибульців. Ймовірно, надсилається в зону дій на вимогу власника. Він також може пересуватися в режимі стелс, невидимим для всіх.

## Манґа
Gantz спочатку виник як манґа, що публікувалася в японському журналі Young Jump. Всього було створено 383 розділи зібрані в 37 томів, які розійшлися накладом понад 20 мільйонів. Gantz є однією із найпопулярніших манґ для дорослих в Японії та за її межами. Тільки в США було продано понад 190 тис. копій. Манґа відрізняється детальністю опрацювання й гостротою сюжету, що частково пов'язано з технікою малюнку, що об'єднала CG-фони з персонажами, виконаними пером. Характерною рисою Gantz є реалізм. В історії з'являється багато персонажів, але тривалість їх життя і їх збереження ніяк не залежать від їх важливості для сюжету. Цей реалізм також диктує відсутність будь-якої цензури, через що манґа не рекомендована вразливим людям. На відміну від аніме-версії, манґа йде в напрямку наукової фантастики, що робить варіанти абсолютно різними за духом творами.
Манґа видається в різних країнах світу:
| Країна    | Видавець            | Дата початку     |
| --------- | ------------------- | ---------------- |
| Японія    | Shueisha            | 11 грудня 2000   |
| Італія    | Planet Manga        | 21 березня 2002  |
| Тайвань   | Sharp Point Press   | 23 липня 2002    |
| Іспанія   | Glénat              | жовтень 2002     |
| Франція   | Tonkam              | 1 листопада 2002 |
| Німеччина | Planet Manga        | лютий 2003       |
| Бразилія  | Planet Manga        | липень 2007      |
| Мексика   | Grupo Editorial Vid | липень 2007      |
| США       | Dark Horse Comics   | 25 червня 2008   |
| Іспанія   | Planet Manga        | грудень 2012     |

## Аніме
Аніме-серіал «Gantz» — це адаптація манґи, що спочатку була призначена для продажу на DVD й опублікована холдингом Gonzo. Режисером був Ітіро Ітано. Аніме складається з 26-ти серій, які іноді ділять на дві частини, по 13 серій у кожній. 21 серія (з 26) повторює сюжет манґи. Інші п'ять серій сценаристи написали самостійно, щоб завершити адаптацію, бо оригінал продовжував публікуватися. У них розповідається про місію, в якій куля зробила ціллю самого Куроно, що призвело до розколу в групі на дві частини, які билися між собою. Під час показу на японському телебаченні першої частини на каналі Fuji TV, аніме-серіал потрапив під сильну цензуру, тому з нього вирізали сцени насильства та еротики. У результаті вийшло тільки 11 серій, бо понад 40 хвилин було вирізано. Друга частина серіалу показувалася вже без цензури на каналі AT-X. На DVD аніме вийшло без цензури. Крім японської мови аніме було перекладено англійською, французькою, іспанською, італійською, німецькою та португальською мовами.

### Музика
Композитори — Ясухару Таканасі та Тоґава Нацукі.
Опенінг
- «Super Shooter» у виконанні Rip Slyme[19]

Ендінг
- «Last Kiss» у виконанні Bonnie Pink[19]

Початок місії Gantz
- «Rajio no kohemi» (в перекладі укр. «звуки радіо»), популярна пісня, яка звучала на радіо після Другої світової війни в Японії.

Саундтреки
| Список треків | Список треків                | Список треків |
| #             | Назва                        | Тривалість    |
| ------------- | ---------------------------- | ------------- |
| 1.            | «5 more minutes»             | 3:23          |
| 2.            | «Im in the mood for dancing» | 3:35          |
| 3.            | «GALAXY»                     | 5:24          |
| 4.            | «STRANGE»                    | 5:28          |
| 5.            | «Death of Nishi»             | 1:30          |
| 6.            | «Discovery»                  | 0:26          |
| 7.            | «Murder»                     | 1:05          |
| 8.            | «Madness»                    | 0:32          |
| 9.            | «Suprise»                    | 0:19          |
| 10.           | «Decision»                   | 0:50          |
| 11.           | «Chase»                      | 1:34          |
| 12.           | «Second Decision»            | 0:57          |
| 13.           | «A new day has come»         | 0:43          |

## Ранобе

### Gantz/Exa
Gantz/EXA — це ранобе, за мотивами манґи Gantz, написане Дзіндзьо Сінго і проілюстроване Кодзі Оґата, яке було вперше опубліковане на сторінках журналу Young Jump у грудні 2010 року. 19 січня 2011 видавництво Shueisha видало роботу у вигляді одного тому. Ранобе також було видане в Тайвані видавництвом Sharp Point Press 17 травня 2011 та в Італії видавництвом Planet Manga 31 липня 2014. Головного героя звуть Нагамото; він космонавт та вчений, що займається кріогенними експериментами на борту космічного корабля «RETRO». Одного разу він прокидається через те, що корабель зіткнувся з якимсь космічним об'єктом. Подивившись у ілюмінатор, він бачить багато чорних сфер, причому сенсори корабля вказують на те, що всередині сфер є життя. Він вирішує зловити одну сферу та дослідити її. Всередині він знаходить дівчину на ім'я Кісімото. Раптово дівчину разом з космонавтом переносить до кімнати з чорною кулею, такою ж як і та, з якої з'явилася Кісімото. Грає мелодія з японського радіо, і куля віддає наказ знищити «прибульця-комедіанта».

### Gantz/Minus
У липні 2009 року Young Jump почав видавати ранобе Gantz/Minus. Ідея створення належить Хірої Оку, написана ранобе Масотосі Кусакабе і проілюстрована Юсуке Кодзакі. Ранобе є передісторією до оригінального сюжету та зображує персонажів і місії, що відбувалися за рік до появи Куроно у грі. Нумерація випусків іде у зворотньому напрямку (від −8 до −1 і додаткового епізоду Extra Phaze(0)), таким чином поєднуючи події ранобе з оригінальною історією. Головного героя звуть Оокі. Він помер, намагаючись врятувати життя дитини, і потрапив у Gantz. Серед усіх присутніх у кімнаті людей, схоже, лише дівчина Акарі знає, що відбувається: вона намагається змусити людей одягти костюми, але переконати в цьому вдається тільки Оокі. У ранобе зокрема розповідається про вступ Нісі та Ізумі в гру та про їхні перші кроки в ній. Окремі глави були зібрані в одному томі, який видавництво Shueisha опублікувала в Японії 19 травня 2010, у Франції видавництвом Tonkam 2 лютого 2011, у Тайвані видавництвом Tonkam 15 березня 2011 і в Італії видавництвом Planet Manga 19 грудня 2013.

## Гра
17 березня 2005, компанія Konami випустила гру, розроблену KCEJ, для PlayStation 2 в Японії під назвою Gantz: The Game. Гра поєднує в собі 3D-шутер з елементами файтингу та CRPG і ставить гравця на чолі команди з трьох персонажів, які зустрічалися в манзі. На відміну від манґи не містить шок-контенту (крові, розчленування тіл). Сюжет збігається з місіями на ранніх стадіях історії та описує боротьбу з прибульцями і вампірами. Ви можете керувати основним обладнанням, включаючи G-Sword і G-Bike. У кожного персонажа є набір характеристик, які визначають здібності і силу. Одночасно ви повинні слідкувати за відносинами героїв і через вибір відповідей у діалогах отримувати симпатії чи налаштовувати проти себе членів команди, що в подальшому буде впливати на ваш лідерський авторитет та отримання додаткових ігрових балів протягом місій. Гра не була випущена за кордоном чи офіційно перекладена іншими мовами.

## Фільми
8 жовтня 2009, стало відомо, що з'являться два фільми за мотивами Gantz. 20 січня 2011 року відбулася світова прем'єра першого фільму за мотивами Gantz. Другий фільм — Gantz: Ідеальна відповідь вийшов 23 квітня 2011 року. Ролі Куроно і Като в екранізації зіграли Казунарі Ніномія і Кенічі Мацуяма, а режисером виступив Сінсуке Сато. Загальний бюджет оцінюється в 4 мільярди єн (близько 44 мільйонів доларів США), а касові збори перевищують 73 мільйонів доларів США. Перший фільм з невеликими відхиленнями зображує події аніме та манґи, а другий повністю відійшов від оригіналу та є альтернативною кінцівкою історії, в якій головними ворогами ґанцерів стають вампіри.
Крім цих двох фільмів, 22 квітня 2011 року в прокат вийшов фільм Gantz: Інший у якому розповідається історія японського журналіста, який веде розслідування, що приводить його до таємниць гри.

## Спін-офи

### Gantz/Manual
17 грудня 2004 в Японії в доповнення до 15 тому манґи, був опублікований Gantz/Manual. Це робота з 247 сторінок, на яких Оку коментує та розкриває деякі деталі про світ і персонажів Gantz. У першій частині описуються персонажі, локації, місії, які були показані в аніме, та додано багато зображень. У другій розповідається про частину, яка не була описана в аніме, але є в манзі. Оку надає інформацію про персонажів, їхні навички і дає загальну оцінку кожному, як ґанцеру (Куроно і Ізумі мають найвищий рейтинг — S). Потім іде розділ, присвячений місіям, який описує здібності та слабкі сторони прибульців. Оку коротко розповідає про місію, коли Ізумі перший раз брав участь у грі та про трьох його товаришів. Потім є сторінки, присвячені вампірам, обладнанню, та ілюстрований розділ про жіночих персонажів Gantz. Крім Японії манґа опублікована в Франції видавництвом Tonkam 27 червня 2006.

### Gantz/Nishi
Як подяку фанатам, що зробили Gantz: Ідеальна відповідь хітом касових зборів, Хіроя Оку створив спеціальний випуск Gantz/Nishi, що був опублікований 11 травня 2011 року. Це невелика історія, яка описує один із епізодів життя Нісі. У ній розповідається, як його однокласниця вирішила слідкувати за ним, щоб дізнатися чи правдиві плітки про те, що хлопець вбиває котів. Але Нісі помічає її і питає, що вона робить, на що дівчина відповідає йому, що закохана в нього і пропонує зустрічатися, на що він погоджується.

### Gantz/Osaka
З жовтня по грудень 2010 року Хіроя Оку створив три спеціальні глави манґи, опублікована в Японії під назвою Gantz/Osaka. Мета цих глав полягала в тому, щоб розширити всесвіт Gantz. У центрі сюжету члени команди Осаки, що зображуються в їх повсякденному житті, також зображено їх подальшу участь у грі.

### Gantz/Origins
25 січня 2011 у світ вийшов Gantz/Origins від Хіроя Оку. Це невелика історія, яка розповідає, як на автора вплинув перегляд фільму Назад у майбутнє, що став одним із улюблених манґаки. Саме після перегляду цієї стрічки в Хірої з'явилася ідея створення Gantz.

### Gantz:G
З листопаду 2015 року по лютий 2017 року виходила манґа спіноф Gantz:G. Ілюстратором виступив Кейта Іізука, автором сценарію Хіроя Оку і Томохіто Осакі (у другому і третьому томі). Всього було виданно 3 томи.

## Критика
Завдяки високим продажам манґи Ґанц в Японії, деякі томи потрапили у списки японських бестселерів Станом на листопад 2010, було продано понад 10 мільйонів томів в Японії.
Аніме-серіал отримав визнання глядачів та добрі відгуки критиків. DVD стали блокбастерами 2005 року. Бамбу Дон у рецензії на сайті Anime News Network сказав, що «Gantz є одним з найкращих шоу, що вийшли минулого року» і дав загальну оцінку B. Крістіна Карпентер у рецензії на сайті T.H.E.M. Anime назвала Gantz «вершиною» аніме індустрії.